# Orthemis anthracina
Orthemis anthracina är en trollsländeart som beskrevs av De Marmels 1989. Orthemis anthracina ingår i släktet Orthemis och familjen segeltrollsländor. Inga underarter finns listade i Catalogue of Life.